# Jeanne de Valois (1447-1519)
Pour les articles homonymes, voir Jeanne de Valois.
Jeanne de Valois ou Jeanne de France, née vers 1447/1456 et morte en 1519, est la fille naturelle légitimée du roi de France Louis XI et de Félizé Regnard ou de Marguerite de Sassenage. 

## Biographie

### Enfant naturel
Jeanne naît vers 1447/1456. Elle est la fille du roi de France Louis XI, et d'une de ses maîtresses, Félizé Regnard ou Marguerite de Sassenage,.
Son père la légitime par lettres données à Orléans le 25 février 1466,. Elle est dame de Mirebeau,, et d'Usson.

### Mariage
À la fin du mois de février 1466, elle épouse Louis de Bourbon-Roussillon,, comte de Roussillon et de Ligny, amiral de France, fils illégitime de Charles Ier de Bourbon et de Jeanne de Bournan. 
Parce qu'ils sont tous deux enfants naturels, leur contrat de mariage, contrairement à ceux d'enfants légitimes, insiste surtout sur la seule volonté des conjoints, plutôt que sur les liens matrimoniaux déjà existants entre les maisons des deux pères et leur alliance par cette union. Le mariage est justifié uniquement par « leur bon gré, bonnes volontez, propres mouvements et certaines sciences, sans force fraude, erreur ou induction aucune mais comme bien deliberées, pourveues et advisées ». Pourtant, ce mariage a bien  une dimension politique, de réconciliation entre Louis XI et les Bourbons après la guerre du Bien public.
Jeanne de Valois et Louis de Bourbon-Roussillon forment un couple de bibliophiles qui possèdent une collection de manuscrits illustrés par de grands artistes comme Jean Colombe, dont des livres d’heures et des traités d’histoire antique. Sur ces manuscrits est parfois notée la naissance de leurs enfants,.

### Descendance
Jeanne de Valois et Louis de Bourbon-Roussillon ont trois enfants :
- Charles, comte de Roussillon et de Ligny, marié en 1506 à Anne de La Tour, fille de Godefroy de La Tour, seigneur de Montgascon et d'Antoinette de Polignac, sans postérité[7] ;
- Suzanne, comtesse de Roussillon et de Ligny, mariée à Jean de Chabannes, comte de Dammartin, fils d'Antoine ; puis à Charles de Boulainvilliers[7] ;
- Anne, dame de Mirebeau, mariée à Jean baron d'Arpajon[8].

Jeanne de Valois fait établir son testament à Chinon le 7 mai 1515 et meurt en 1519. Elle est inhumée dans une chapelle du couvent des cordeliers de Mirebeau,.